# Convento de Jesus (Setúbal)
O Convento de Jesus foi um convento feminino português das freiras da Ordem das Clarissas localizado em Setúbal. Do conjunto conventual subsistem a sua Igreja, o claustro e construções envolventes de recorte manuelino onde está atualmente instalado o Museu de Setúbal.
O Convento de Jesus de Setúbal foi fundado em 1489 por Justa Rodrigues Pereira, fidalga da casa dos duques de Beja e ama de D. Manuel I. A partir de 1492 a rainha Dona Leonor interveio no Convento tendo imprimido um sentido reformador que se tornou no primeiro convento da reforma de Santa Coleta em Portugal tendo as primeiras freiras vindo de Gandía (Valência), onde existia o primeiro convento da reforma de Santa Coleta na Península Ibérica.
No edifício do Convento de Jesus funcionou até 1959 o Hospital de Setúbal, tendo posteriormente sido adaptado para a instalação do Museu de Setúbal, por iniciativa da Santa Casa da Misericórdia de Setúbal e com o apoio da Câmara Municipal de Setúbal e do Governo Civil. A abertura do Museu de Setúbal ocorreu em 1961 tendo a sua tutela passado para o Município de Setúbal em 1980.
O Convento de Jesus encontra-se classificado como monumento nacional desde 1910 e em 2011 como Marca do Património Europeu da Comissão Europeia.

## Reforma de Santa Coleta
Santa Coleta de Corbie (1381-1447) foi uma religiosa francesa nascida em Corbie. Foi uma personalidade marcante da prática religiosa feminina no século XV, tendo sido apoiada nomeadamente por Isabel de Portugal, duquesa da Borgonha.
Coleta defendia uma espiritualidade centrada na experiência individual da oração e da ascese e o regresso aos princípios fundadores da Ordem das Clarissas. Após uma primeira fase em que estas viveram de acordo com uma adaptação da regra beneditina, a sua fundadora, Santa Clara, mesmo antes de morrer, em 1253, obteve do Papa Inocêncio IV a aprovação da regra monástica feminina, baseada no seu texto Forma de Vida. Esta regra, a primeira escrita por uma mulher, foi considerada depois demasiado radical no seu apelo à pobreza e ao abandono dos bens individuais e, na grande maioria dos conventos, acabou por ser substituída por uma Segunda Regra aprovada pelo Papa Urbano IV. A restauração da regra primitiva foi uma das maiores motivações da reforma promovida por Santa Coleta na sequência da qual resultou a fundação do Convento de Jesus.
Em 1509, Dona Leonor fundou em Xabregas o Convento da Madre de Deus, o segundo a seguir os preceitos da reforma de Coleta, sendo os dois conventos os únicos desta regra em Portugal no início do século XVI.